# 1793년 인간과 시민의 권리선언

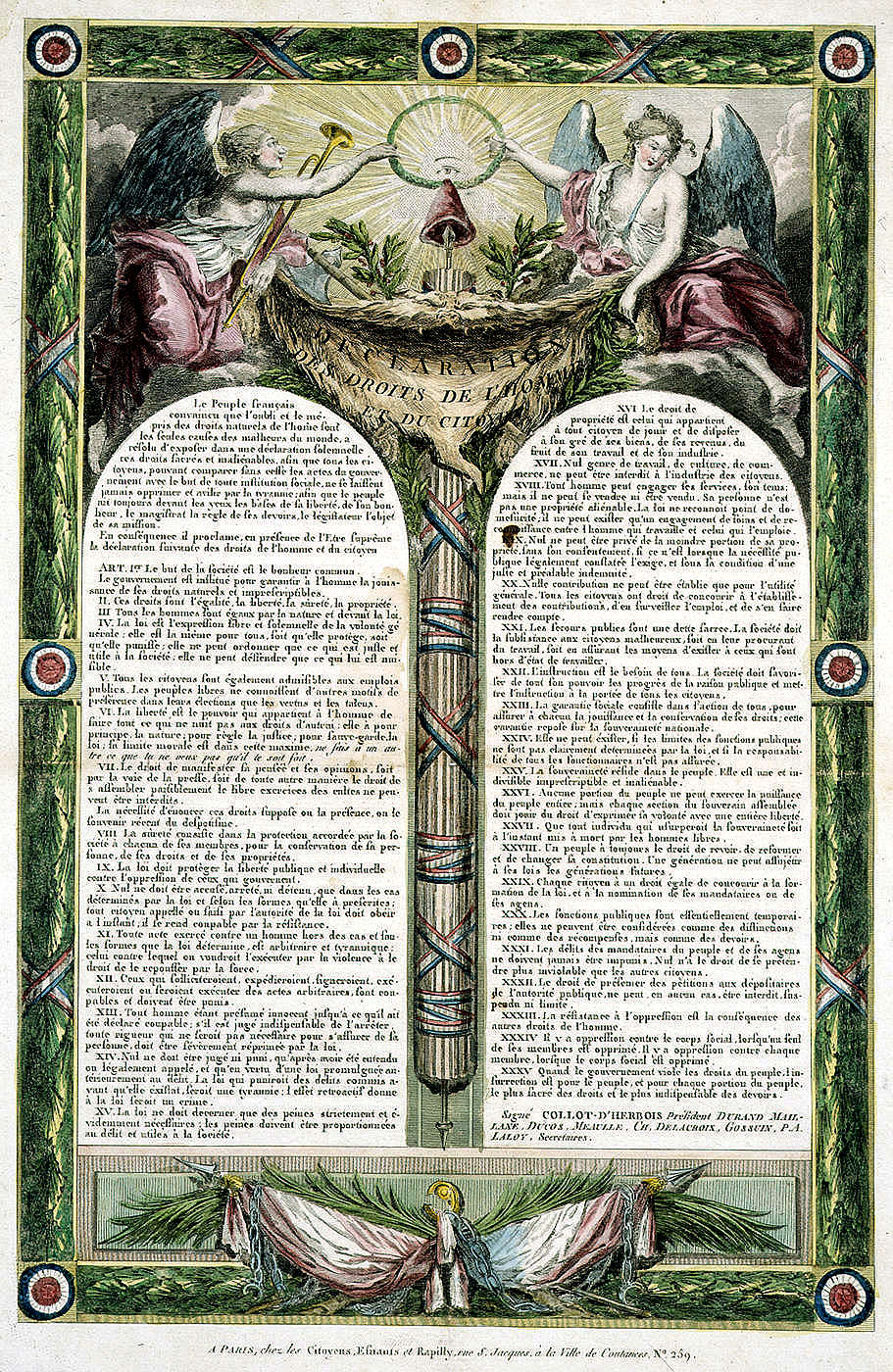
"1793년 인간과 시민의 권리 선언"은 공식적으로 채택되지 않았다

1793년 인간과 시민의 권리 선언(프랑스어: Déclaration des droits de l'Homme et du citoyen de 1793)은 프랑스 최초의 공화정 헌법에 앞선 정치 문서이다. 선언과 헌법은 1793년 7월 국민 투표로 비준되었고, 8월 10일에 공식적으로 채택되었지만, 효력이 발생하지 않았고 헌법은 10월 10일에 공식적으로 중단되었다. 이러한 중단이 선언에도 영향을 미쳤는지 여부는 불분명하다. 이 선언은 프랑스 혁명 기간 중 루이 앙투안 레옹 드 생쥐스트와 마리 장 에로 드 세셸을 포함한 위원회에 의해 작성되었다. 1793년 선언과 인간과 시민의 권리선언의 주요 차이점은 평등주의적 경향으로, 이 선언에서는 평등이 우세한 권리이다. 1793년 버전에는 새로운 권리와 이전 권리에 대한 개정 사항이 포함되어 있는데, 일할 권리, 공공 부조를 받을 권리, 교육을 받을 권리, 억압에 저항할 권리 등이다.
이 문서는 주로 에로 드 세셸이 작성했으며, 그의 문체와 글쓰기는 한 번도 시행되지 않은 1793년 프랑스 헌법("제1년 헌법")을 작성한 위원회의 대부분 문서에서 찾아볼 수 있다. 프랑스 제4공화국 헌법의 첫 번째 초안 또한 1793년 버전의 인간과 시민의 권리 선언을 참고했다. 1793년 문서는 지롱드파를 축출한 자코뱅파에 의해 작성되었다. 이것은 선전 무기로 고안된 타협안이었고 자코뱅 지도자들의 급진주의를 완전히 반영하지 못했다. 이것은 결코 효력을 발휘하지 못했다.

## 인간의 첫 번째 자연권으로서의 평등
평등은 1793년 선언에서 가장 중요한 측면이다. 제2조에서 평등은 언급된 첫 번째 권리이며(자유, 안전, 재산 순으로 이어진다), 제3조에는 "모든 사람은 천성적으로 그리고 법 앞에서 평등하다"고 명시되어 있다. 따라서 이 선언의 작성자들에게 평등은 법 앞에서뿐만 아니라 자연권, 즉 자연의 사실이기도 하다.
당시에도 자유와 평등이 빠르게 모순될 수 있다고 주장하는 학파가 이미 존재했다. 자유는 타고난 불평등(재능, 지능 등)이 존재하기 때문에 사회적 불평등을 해결하지 못한다. 그 학파는 정부가 자유를 보호하고 자연적 평등만을 선언해야 하며, 결국 모든 사람이 다른 재능과 능력을 가지고 있고 그것을 자유롭게 행사할 수 있으므로 자유가 사회적 평등보다 우세할 것이라고 보았다.
이 선언으로 제기된 질문은 사회적 불평등을 어떻게 해결할 것인가이다. 제21조는 모든 시민이 공적 도움을 받을 권리가 있으며, 사회는 각 시민에게 빚지고 있으므로 그들을 도울 의무가 있다고 명시한다. 시민은 노동권을 가지며 사회는 일할 수 없는 사람들에게 구호를 제공할 의무가 있다. 제22조는 교육을 받을 권리를 선언한다. 이러한 권리들은 "제2세대 인권", 즉 경제적 및 사회적 권리로 간주된다(제1세대는 자연권 또는 정치적 권리). 이러한 권리들은 제1조에 명시된 사회의 목표인 공동 복지를 달성하기 위해 더 큰 정부 개입을 수반한다.

## 자유의 보호
개인의 자유는 여전히 주요 권리이며, 1789년 선언보다 일부 측면이 더 명확하게 정의되어 있다. 선언은 종교의 자유, 집회의 자유, 출판의 자유(제7조), 상업의 자유(제17조), 청원권(제32조)을 명시적으로 규정한다. 노예제는 제18조에서 금지되어 있으며, "모든 사람은 자신의 서비스와 시간을 계약할 수 있지만, 자신을 팔거나 팔리게 할 수 없다. 그의 인격은 양도할 수 없는 재산이 아니다"라고 명시한다.

## 시민을 정부로부터 보호
어떤 면에서 이 선언은 공공 복지를 위한 공공 정책이 있어야 한다고 명시하기 때문에 현대 미국적 의미에서 더 자유주의적인 경향을 띠고 있지만, 동시에 매우 강력한 자유지상주의적 측면도 포함하고 있다. 제7조는 "이러한 권리를 명시할 필요성은 전제 정치의 존재 또는 신선한 기억을 전제로 한다"고 명시한다. 제9조: "법은 통치자의 억압으로부터 공공 및 개인의 자유를 보호해야 한다." 제33조는 폭정에 저항하는 것이 인간의 다른 권리들의 논리적 결과라고 명시한다: "억압에 대한 저항은 인간의 다른 권리들의 결과이다." 제34조는 한 사람이 억압받으면 모든 사람이 억압받는다고 명시한다. 제27조는 "주권을 찬탈하는 자는 누구든지 자유인에 의해 즉시 사형에 처해져야 한다"고 명시한다. 주권 찬탈은 상세히 설명되지 않았지만, 주권은 제25조에서 "국민에게" 있다고 설명되어 있다. 이러한 사고방식이 공포 정치 기간 동안 혁명 정부에 깊이 영향을 미쳤다는 점은 의심할 여지가 없다. 제35조는 "정부가 국민의 권리를 침해할 때, 봉기는 국민과 국민의 각 부분에게 가장 신성한 권리이자 가장 필수적인 의무이다"라고 명시한다. 이 선언은 (1793년 헌법처럼) 결코 강제되지 않았지만, 역사는 프랑스 국민이 19세기에 걸쳐 많은 성공적인 (1830년, 1848년) 그리고 실패한 (1832년, 1870년) 혁명으로 이 조언을 따랐음을 보여주었다.